# ماكس هولاند
ماكس هولاند (بالإنجليزية: Max Holland)‏ هو صحفي أمريكي، ولد في 9 ديسمبر 1950 في بروفيدنس في الولايات المتحدة.

## وصلات خارجية
- ماكس هولاند على موقع IMDb (الإنجليزية)